# Longitrichanenteria
Longitrichanenteria es un género de ácaros perteneciente a la familia Nenteriidae.

## Especies
El género comprende las siguientes espieces:
- Longitrichanenteria densaeporula (Hirschmann, 1985)
- Longitrichanenteria longicrinis (Hirschmann, 1985)
- Longitrichanenteria longipilosa (Hirschmann, 1985)
- Longitrichanenteria longitricha (Hirschmann, 1972)
- Longitrichanenteria semicirculata (Hirschmann, 1985)
- Longitrichanenteria serrulata (Hirschmann & Wisniewski, 1985)